# Emergente grammatica
De emergente grammatica is een oorspronkelijk door Paul Hopper voorgesteld grammaticamodel waarin de regels voor grammatica en syntaxis door ervaring ontstaan als gevolg van het in de praktijk gebruiken van taal, in tegenstelling tot het zogeheten A Priori Grammar Postulate dat is gebaseerd op de principes van de generatieve en de universele grammatica. In tegenstelling tot de universele/generatieve grammatica gaat de emergente grammatica dus niet uit tot een aangeboren gevoel voor grammatica, maar van een grammatica die zichzelf gaandeweg creëert.  
De emergente grammatica werd in formele vorm voorgesteld in 1987. Sindsdien is het een veel toegepaste benadering in met name de discoursanalyse en de conversatie-analyse.